# Vàng anh mỏ nhỏ
Vàng anh mỏ nhỏ (tên khoa học: Oriolus tenuirostris) là một loài chim trong họ Oriolidae.
Loài này được tìm thấy từ phía đông dãy Hy Mã Lạp Sơn đến Đông Nam Á.
Môi trường sống tự nhiên của chúng là rừng ẩm nhiệt đới hoặc cận nhiệt đới và rừng nhiệt đới ẩm nhiệt đới hoặc cận nhiệt đới.